# زمین‌لرزه ۱۹۹۳ اسکاتس میلز
زمین‌لرزه اسکاتس میلز  در تاریخ ۲۵ مارس ۱۹۹۳ میلادی، برابر با ‎۵ فروردین ۱۳۷۲، ساعت ۱۳:۳۴:۳۵ به زمان یوتی‌سی در آمریکا، منطقه اورگن رخ داد. ژرفای این زلزله ۱۶٫۲ کیلومتر بود، و بزرگی آن ۵٫۶ در مقیاس Mw اعلام شده‌است. زمین‌لرزه به وقت محلی در روز پنج‌شنبه، ساعت ۵ روی داده و منطقه زمانی آن یوتی‌سی -۸ بوده‌است (با لحاظ تغییر ساعت تابستانی).
سازمان زمین‌شناسی آمریکا نیز رومرکز این زمین‌لرزه را در مختصات ۴۵°۰۲′۰۶″شمالی ۱۲۲°۳۶′۲۵″غربی / ۴۵٫۰۳۵°شمالی ۱۲۲٫۶۰۷°غربی و ژرفای آن را در ۲۰ کیلومتر گزارش کرده‌است. بزرگی برگزیدهٔ این سازمان از میان بزرگی‌های محاسبه‌شدهٔ مختلف ۵٫۶ در مقیاس Mw بوده و از دید اثر، در میان چهار دسته‌بندی «نامحسوس»، «محسوس»، «زیان‌آور» یا «با تلفات»، زلزله را «با تلفات» اعلام کرده‌است.رانش زمین در آن به وجود آمده‌است.
پروژهٔ «تنسور گشتاور مرکزوار» زاویه‌های (راستا، شیب، ریک) گسل سازندهٔ زمین‌لرزه و صفحه عمود بر آن را (°۵۱، °۴۴، °۳۲) یا (°۲۹۷، °۶۸، °۱۲۹) و نوع گسل را «معکوس» فرارسانده‌است.
زمین‌لرزه هیچ کشته‌ای نداشته‌است.